# Bytom Film Festival
Festiwal Popularyzatorów Filmowych „Bytom Film Festival” (też. Festiwal Filmowy w Bytomiu) – doroczny festiwal filmowy odbywający się od 2014 roku na terenie Bytomia. Jest jednym z niewielu wydarzeń na świecie docenieniających profesjonalistów oraz amatorów, zajmujących się promocją oraz krytyką kina.
W ramach festiwalu odbywają się dwie kategorie konkursowe: popularyzatorski oraz filmowy. Obecnie do konkursu filmowego kwalifikowane są krótkie metraże w kat. fabuła, dokument oraz animacja/eksperyment.
Festiwalowi towarzyszą także liczne przeglądy i pokazy pozakonkursowe – retrospektywy uznanych twórców (W hołdzie Mistrzowi), krótkie formy debiutantów, bloki tematyczne (Silesia Panorama), pokazy filmów w technologii VR i wiele innych. Na festiwal składają się również warsztaty, wystawy, prelekcje i wykłady połączone ze spotkaniami widzów z filmowcami oraz krytykami.

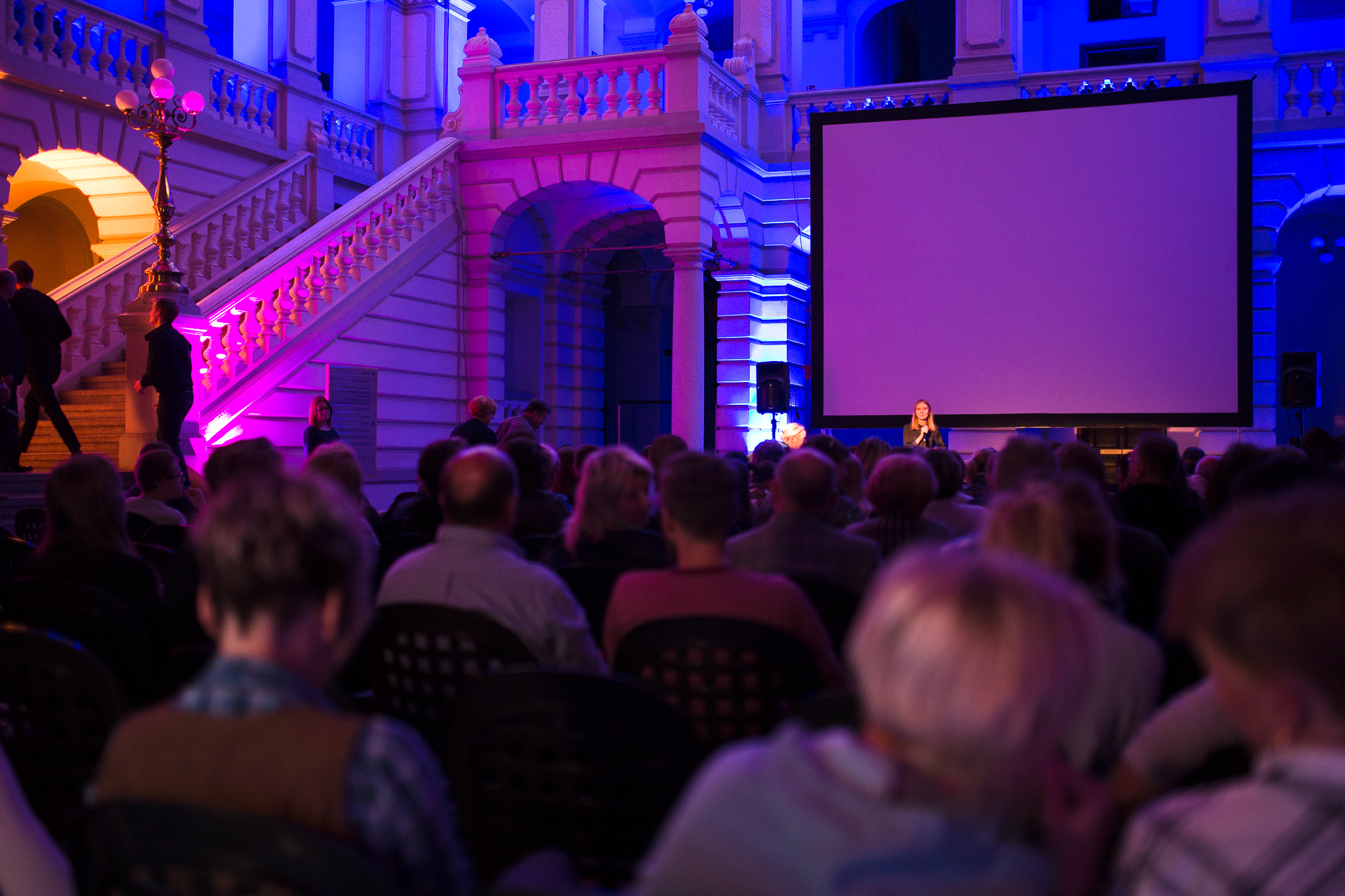
Bytom Film Festival (2017)

Obiekty w których do tej pory odbywał się festiwal: Bytomskie Centrum Kultury, Opera Śląska, Teatr Tańca i Ruchu Rozbark, Cinema City Bytom, Muzeum Górnośląskie, hala dworca PKP w Bytomiu, Miejska Biblioteka Publiczna w Bytomiu, gmach Sądu Rejonowego w Bytomiu.
Wśród twórców i/lub producentów filmowych, którzy gościli na festiwalu, byli m.in. Anna Kazejak, Lech Majewski, Lee Mackintosh Jones, Katja Schupp, Hartmut Seifert, Mieczysław Chudzik, Filip Drzewiecki, Jacek Nagłowski, Mieczysław Szemalikowski, Leszek Staroń, Andrzej Klamt, Hugh Welchman, Małgorzata Domin oraz Alicja Schatton-Lubos.
Wśród filmoznawców i/lub krytyków (popularyzatorów) znaleźli się m.in. dr Michał Oleszczyk, Artur Majer, Miłosz Stelmach, prof. Andrzej Gwóźdź, Sebastian Jagielski, Jakub Pudełko, Justyna Hanna Budzik oraz Patryk Tomiczek.
Przedsięwzięciu partnerowali m.in. Instytucja Filmowa „Silesia-Film”, Państwowa Wyższa Szkoła Filmowa, Telewizyjna i Teatralna im. Leona Schillera, Wydział Radia i Telewizji im. Krzysztofa Kieślowskiego Uniwersytetu Śląskiego w Katowicach, Fundacja Legalna Kultura, Cyfrowe Repozytorium Filmowe, Fundacja Filmowa Kazimierza Kutza, Festiwal Krytyków Sztuki Filmowej Kamera Akcja oraz Polskie Stowarzyszenie Montażystów.
Wydarzenie odnaleźć można na mapie wybranych festiwali PISF (Polskiego Instytutu Sztuki Filmowej), na stronie internetowej KIPA (Krajowej Izby Producentów Audiowizualnych) oraz SPF (Stowarzyszenia Filmowców Polskich).

## Nagrody Festiwalu Filmowego w Bytomiu – Bytomskie Lwy

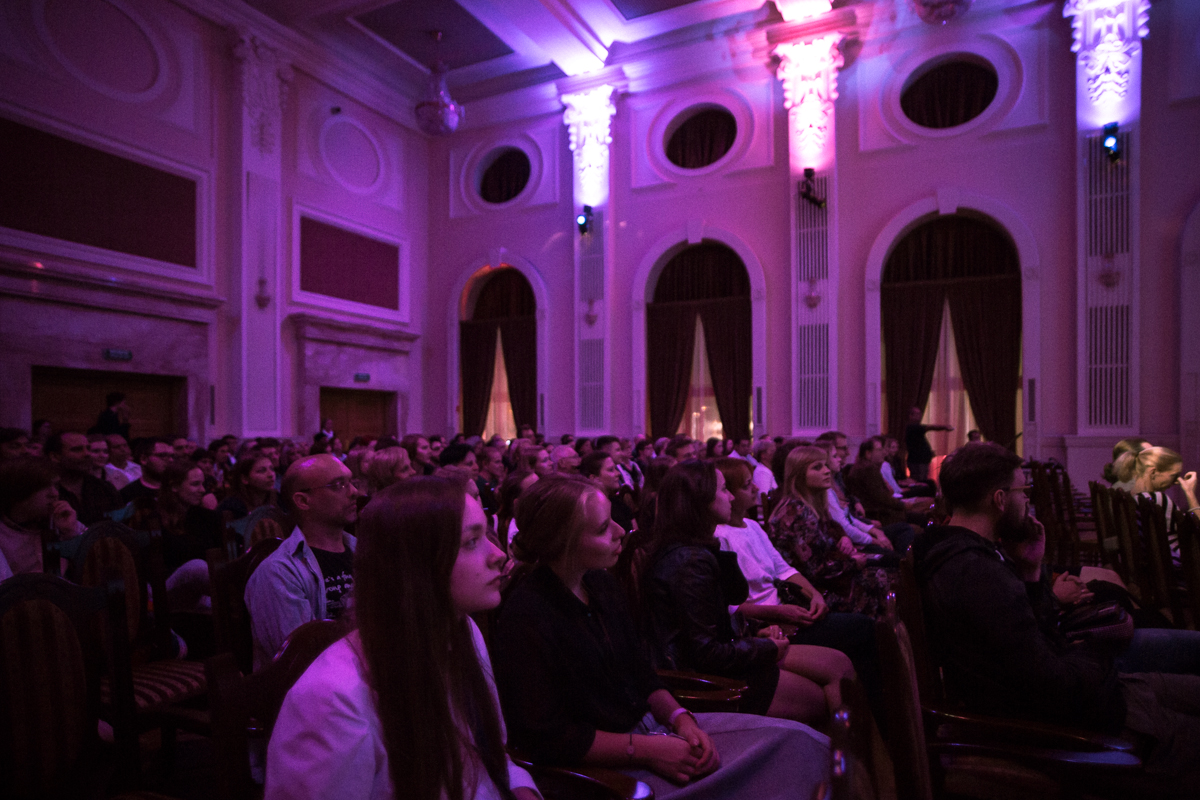
Projekcja filmu „Halka” w reż. Konstantego Meglickiego z muzyką na żywo w wykonaniu Łukasza Maszyńskiego – (ps. art. Kixnare) Sali Didura, Opery Ślaskiej w Bytomiu (2018)

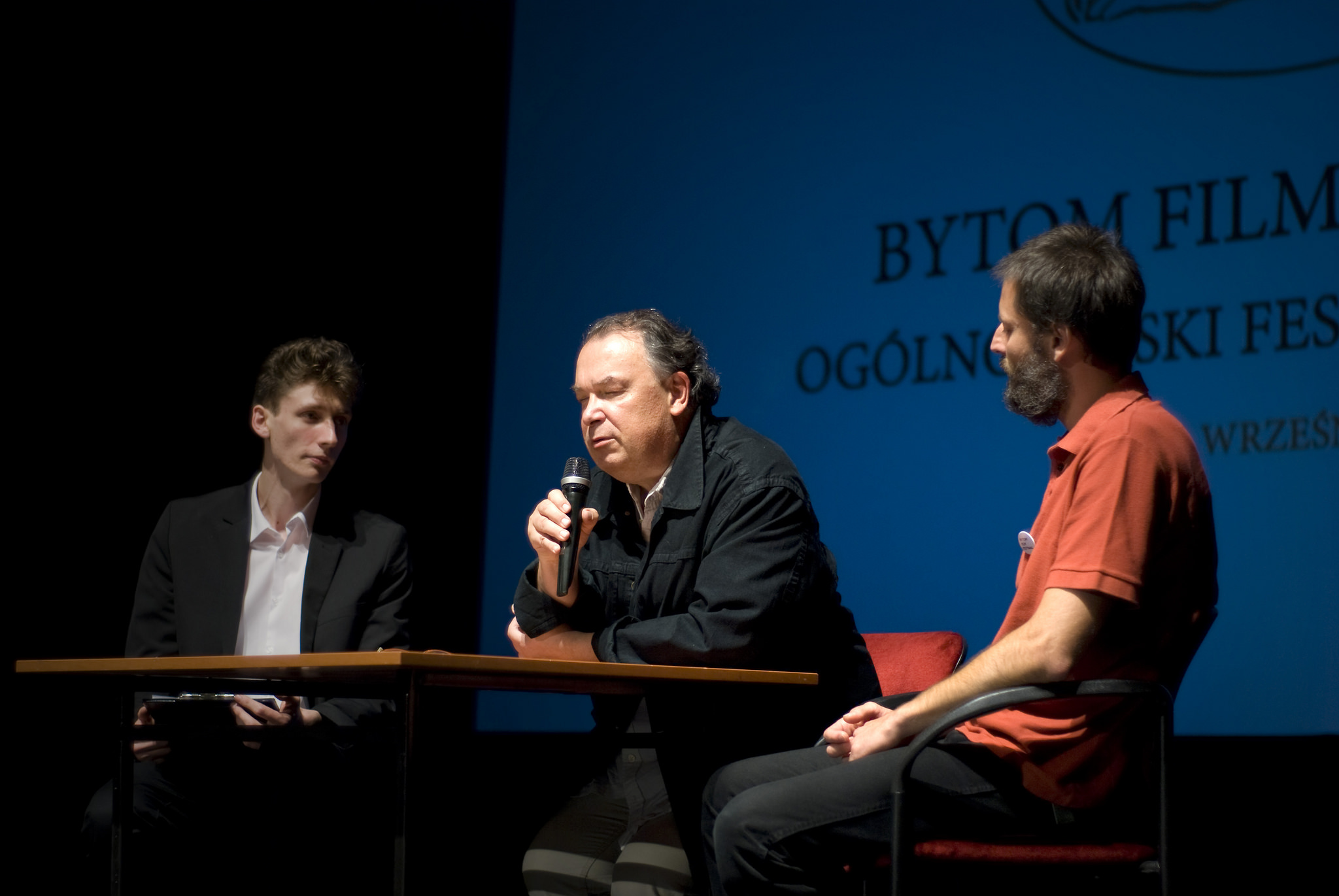
Lech Majewski (w środku) i Michał Tatrek (po prawej) podczas I edycji Festiwalu (2014)

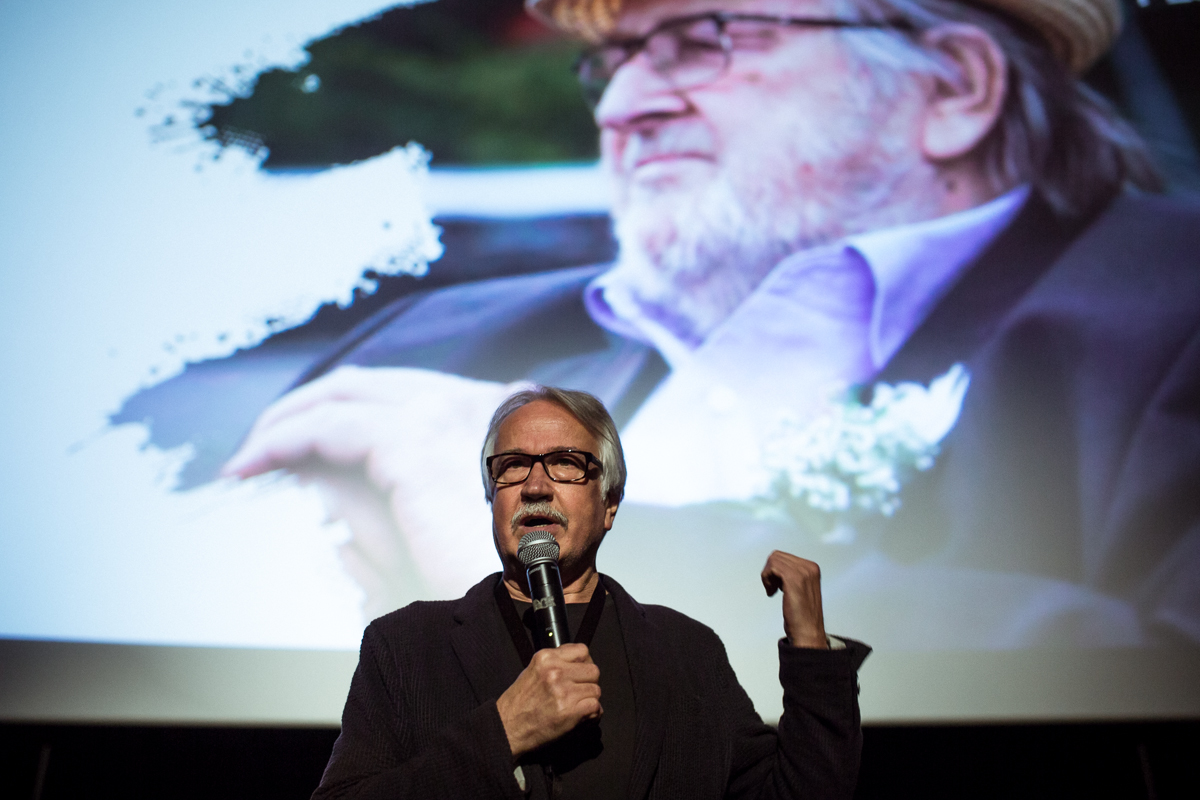
Prof. Andrzej Gwóźdź podczas prelekcji przed filmem „Perła w koronie” w reż. Kazimierza Kutza (2018)

Nagrodą przyznawaną podczas festiwalu jest statuetka Bytomskiego Lwa wzorowana na Lwie śpiącym (niem. Schlafender Löwe) – rzeźbie zdobiącej Rynek w Bytomiu od 1873 do ok. 1952/1953, a następnie od 2008 roku. Pomnik został zaprojektowany przez Theodora Erdmanna Kalide’a i przedstawia leżącego lwa z głową wspartą na przednich kończynach.
Bytomskie Lwy przyznawane są w 6 sekcjach konkursowych: Najlepsza Recenzja, Najlepsza Wideorecenzja, Najlepszy Blog, Najlepszy Film Animowany / Eksperymentalny, Najlepszy Film Dokumentalny oraz Najlepszy Film Fabularny (stan na 2018).
Podczas IV edycji FPF Bytom Film Festival po raz pierwszy przyznano honorową nagrodę Bytomskiego Lwa za całokształt twórczości.

## Historia
Pierwsza edycja festiwalu odbyła się w 2014 roku pod nazwą Bytom Film Festiwal – Ogólnopolski Festiwal Filmowy. Została ona zamknięta przedpremierowym pokazem filmu “Onirica – Psie Pole” Lecha Majewskiego oraz uwieńczona spotkaniem z reżyserem i odtwórcą głównej roli – Michałem Tatarkiem. Rok później w związku z kwestiami reorganizacyjnymi, festiwal się nie odbył. Od 2016 roku powrócił zmieniając swoją formułę po to, by stać się jedynym w Polsce Festiwalem Popularyzatorów Filmowych z jasno sprecyzowaną ideą nagradzania oraz promowania osób przyczyniających się do popularyzowania sztuki filmowej. FPF Bytom Film Festival stanowi obecnie jeden z najbardziej rozpoznawalnych festiwali filmowych odbywających się na terenie województwa śląskiego. Według Joanny Malickiej (filmoznawczyni oraz producentki filmowej) – „Bytom Film Festival jest właśnie przykładem imprezy, która małymi kroczkami wypełnia przestrzeń po zlikwidowanych katowickich przeglądach.”. 20 października 2018 r. podczas XXII gali rozdania nagród Prezydenta Bytomia w dziedzinie kultury (Muza), organizatorzy Festiwalu otrzymali statuetkę w kat. „upowszechnianie kultury” (od 1997 r. do 2017 r. przyznano łącznie 96 wyróżnień). Według Kapituły „Bytom Film Festival łączy podziw dla wielkiego kina na światowym poziomie z miłością do twórców lokalnych i młodych – tych, którzy nie mieli jeszcze okazji pokazać się szerokiej publiczności (...) Realizatorzy przy okazji festiwalu promują wszystkie miejskie instytucje kultury, przestrzeń związaną z kinem, a także wykorzystują oryginalne lokalizacje przeznaczając je do projekcji filmów np.: Sąd rejonowy lub Dworzec PKP”.

## Edycje festiwalu (daty)
1. Bytom Film Festival, 19–21 września 2014
2. Bytom Film Festival, 7–11 września 2016
3. Bytom Film Festival, 7–9 września 2017
4. Bytom Film Festival, 6–8 września 2018

## Edycja 2014
Pierwsza edycja odbyła się 19–21 września 2014. Podczas festiwalu zostało pokazanych 25 filmów. Filmem otwarcia był Autobus odjeżdża 6:20 w reż. Jana Rybkowskiego, a filmem zamknięcia Onirica (2014) w reż. Lecha Majewskiego (pokaz prapremierowy), po którym miało miejsce spotkanie z reżyserem oraz odtwórcą głównej roli – Michałem Tatarkiem.
W trakcie trwania festiwalu zaprezentowany został m.in. polsko-niemiecki film dokumentalny Podzielona Klasa (de. Die geteilte Klasse, 2011). Po projekcji odbyło się spotkanie z reżyserem – Andrzejem Klamtem.
Swoje filmy podczas Festiwalu zaprezentowali również Mieczysław Szemalikowski oraz Leszek Staroń.

## Edycja 2016
Druga edycja odbyła się w dniach 7–11 września. Podczas festiwalu wyświetlono 45 filmów. Filmem otwarcia był Mnich z morza (Monk of the Sea, 2015) w reż. Rafała Skalskiego, który został pokazany tuż po światowej premierze na Międzynarodowym Festiwalu Filmowym w Locarno (Po nim miało miejsce spotkanie z montażystą oraz koproducentem – Filipem Drzewieckim), a filmem zamknięcia Podwójne życie Weroniki (fr. The Double Life of Veronique, 1991) w reż. Krzysztofa Kieślowskiego, którego projekcja odbyła się w ramach sekcji W hołdzie mistrzowi, upamiętniającej obchody 20 rocznicy śmierci reżysera.

Organizatorzy po rocznej przerwie wrócili z nowymi pomysłami i nową nazwą – Festiwal Popularyzatorów Filmowych. Jak sami mówią, właśnie na ten aspekt chcą w przyszłości położyć nacisk. Ważne są dla nich nie tylko filmy, ale instytucje, które je promują oraz parateksty towarzyszące ich premierom – przede wszystkim plakaty i zwiastuny, stanowiące przecież często osobne dzieła sztuki.

W trakcie trwania festiwalu odbyła się retrospektywa Jakuba Czekaja, w ramach której zaprezentowano filmy: Ciemnego pokoju nie trzeba się bać (2009), Twist & Blood (2010), Rwetes (2014) oraz Baby Bump (2015).
W ramach retrospektywy poświęconej Krzysztofowi Kieślowskiemu zaprezentowano uznane obrazy twórcy: Przypadek (1981), Krótki film o zabijaniu (1987) oraz Podwójne życie Weroniki (1991).
Podczas festiwalu, w ramach sekcji Silesia Panorama, zaprezentowany został m.in. polsko-niemiecki film dokumentalny Barbórka (2005) w reż. Katji Schupp i Hartmuta Seiferta oraz Matka (2014) w reż. Lee Mackintosha Jonesa (po projekcjach odbyły się spotkania z twórcami). Podczas 3. BFF wyświetlono również filmy wyprodukowane przez Studio Munka.
Ponadto, miały miejsce warsztaty filmowe dotyczące krytyki filmowej, prowadzone przez dr Justynę Hannę Budzik oraz Jakuba Pudełko.

## Edycja 2017
Trzecia edycja odbyła się w dniach 7–9 września. W trakcie trwania festiwalu, zaprezentowano 38 filmów. Filmem otwarcia byli Beksińscy. Album wideofoniczny (The Beksinskis. A Sound and Picture Album, 2017) w reż. Marcina Borchardta, poprzedzony prelekcją Michała Rdzanka a filmami zamknięcia Najpiękniejsze fajerwerki ever (2017) w reż. Aleksandry Terpińskiej (film otrzymał w Cannes wyróżnienie Grand Prix Canal+) oraz Koniec widzenia w reż. Grzegorza Mołda (obraz znalazł się wśród 9 filmów z całego świata, które w 2017 roku walczyły o Złotą Palmę).

Festiwal Popularyzatorów Filmowych Bytom Film Festival już za nami. Setki gości, często z różnych zakątków Polski, miały okazję zapoznać się z filmami m.in. w Virtual Reality, z kontrowersyjnym filmem Piotrowsky i jego twórcami, oraz z rodziną Beksińskich - za sprawą przedpremierowego pokazu dokumentu Beksińscy. Album wideofoniczny, który uświetnił galę otwarcia festiwalu.

Podczas festiwalu odbyły się pokazy filmów w technologii Virtual Reality – Czasoprzestrzenie VR koordynowane przez Jacka Nagłowskiego. Projekcja miała miejsce w reprezentacyjnej sali Grzegorza Gerwazego Gorczyckiego, znajdującej się w Muzeum Górnośląskim w Bytomiu.
W ramach sekcji Silesia Panorama zaprezentowano m.in. film Benek (2007) w reż. Roberta Glińskiego. Pokaz odbył się na terenie Teatru Tańca i Ruchu ROZBARK.
W ramach sekcji W hołdzie Mistrzowi, upamiętniającej 2 rocznicę śmierci Andrzeja Wajdy, miała miejsce projekcja filmu Ziemia obiecana (1974), która odbyła się w gmachu Sądu Rejonowego w Bytomiu, w ramach tej sekcji, dr Sebastian Jagielski z Uniwersytetu Jagiellońskiego przeprowadził wykład „Andrzej Wajda – portret nieoczywisty”.
Dzięki współpracy z Fundacją Legalna Kultura, odbyły się warsztaty dotyczące prawa autorskiego oraz legalności kultury w internecie. Ich prowadzącym był Marcin Kotyła – edukator, animator kultury oraz socjolog, stale współpracujący z Fundacją.

## Edycja 2018
Czwarta edycja odbyła się w dniach 6–8 września. Podczas festiwalu zaprezentowano 28 filmów. Filmem otwarcia była Perła w koronie (1971) w reż. Kazimierza Kutza, poprzedzona prelekcją prof. Andrzeja Gwoździa (kierownika Zakładu Filmoznawstwa i Wiedzy o Mediach Uniwersytetu Śląskiego), a filmem zamknięcia obsypany nagrodami na Krakowskim Festiwalu Filmowym – Over the Limit (2017) w reż. Marty Prus.

Bytom Film Festival łączy podziw dla kina na światowym poziomie z miłością do twórców lokalnych i młodych – tych, którzy nie mieli jeszcze okazji pokazać się szerokiej publiczności. Ponadto, jako Festiwal Popularyzatorów Filmowych nagradza osoby, które sprawiają, że kino staje się przestrzenią dialogu. Jako jedyna taka impreza w Polsce daje im okazję by stanąć na scenie obok reżyserów i artystów oraz sięgnąć po statuetkę Bytomskiego Lwa.

Od 2018 roku wprowadzono nową sekcję Popularyzatorzy, w ramach której zaprezentowano dwa filmy: Po prostu życie (Life Itself, 2014) Steve’a Jamesa (druga oficjalna projekcja filmu na terenie Polski) oraz Pół życia w ciemnościach (2003) Jana Sosińskiego – wstęp do obu seansów wygłosił dr Michał Oleszczyk.
W ramach sekcji #retrospektywa90 zaprezentowano 3 filmy Kazimierza Kutza: Perła w koronie (1971), Nikt nie woła (1960) oraz spektakl pochodzący ze Złotej Setki Teatru Telewizji – Opowieści Hollywoodu (1987).
Pokazem specjalnym 4. edycji Festiwalu był nominowany do Oscara, pełnometrażowy film animowany Twój Vincent (Loving Vincent, 2017) w reż. Doroty Kobieli i Hugh Welchmana. Po projekcji odbyło się spotkanie z reżyserem oraz współpracującą nad filmem malarką – Martą Czarnecką.
Podczas Festiwalu, redaktor naczelny pisma Ekrany – Miłosz Stelmach, przeprowadził wykład Nowe media w krytyce filmowej, natomiast Michał Oleszczyk – Języka kina dokumentalnego. Warsztaty odbyły się na terenie Teatru Tańca i Ruchu ROZBARK.
Ponadto, dzięki współpracy z Filmoteką Narodową – Instytutem Audiowizualnym, odbyła się projekcja zrekonstruowanej cyfrowo, przedwojennej ekranizacji opery Stanisława Moniuszki – Halka (1930) w reż. Konstantego Meglickiego. Filmowi towarzyszyła improwizacja muzyczna w wykonaniu Łukasza Maszyńskiego – (ps. art. Kixnare). Projekcja miała miejsce w sali Didura Opery Śląskiej w Bytomiu.

## Laureaci nagrody popularyzatorskiej w kat.: recenzja
1. 2016 – Sławomir Wasiński – „Metaliczne sny” – recenzja filmu: Tetsuo I & II
2. 2017 – Damian Lesicki – „Nadzieję w piekle” – recenzja filmu: Syn Szawła
3. 2018 – Piotr Szczyszyk – „My, Kolonizatorzy” – recenzja filmu: Zama

## Laureaci nagrody popularyzatorskiej w kat.: wideorecenzja
1. 2018 – Dagmara Cioska – „O miłości można nieskończenie...”

## Laureaci nagrody popularyzatorskiej w kat.: blog
1. 2016 – Patrycja Strempel, Daniel Mierzwa – Błoto dla Zuchwałych (blotodlazuchwalych.blogspot.com/)
2. 2017 – Sławomir Wasiński – Wchłonięty przez orient (wchlonietyprzezorient.wordpress.com)
3. 2018 – Dominik Sobolewski, Maciej Stasierski, Michał Hernes – Watching Closely (watchingclosely.pl)

## Laureaci nagrody filmowej
1. 2014 – Najlepsza reżyseria: Trzeci Pokój (reż. Suk-hwa Hong)
2. 2014 – Najlepszy film: Arena (reż. Martin Rath)
3. 2014 – Nagroda publiczności: Father (reż. Edyta Rembała)
4. 2016 – Najlepszy film w kat. animacja/eksperyment: Ja, zwierzę (reż. Michalina Musialik)
5. 2016 – Najlepszy film w kat. fabuła: La Etiuda (reż. Martin Rath)
6. 2016 – Najlepszy film w kat. dokument: Obiekt (reż. Paulina Skibińska)
7. 2017 – Najlepszy film w kat. animacja/eksperyment: Apokalipsa (reż. Justyna Mytnik)
8. 2017 – Najlepszy film w kat. fabuła: Adaptacja (reż. Bartosz Kruhlik)
9. 2017 – Najlepszy film w kat. dokument: Patrz, z czego będzie chleb (reż. Ewa Kochańska)
10. 2018 – Najlepszy film w kat. animacja/eksperyment: Figury niemożliwe i inne historie III (reż. Marta Pajek)
11. 2018 – Najlepszy film w kat. fabuła: Play (reż. Piotr Sułkowski)
12. 2018 – Najlepszy film w kat. dokument: Siostry (reż. Michał Hytroś)
13. 2018 – Nagroda publiczności: Świtezianka (reż. Julia Bui Ngoc, Mai Bui Ngoc)